# All Hallow's
All Hallows is een ep van de Amerikaanse rockband AFI, uitgebracht in 1999. Er staan drie nieuwe nummers op en een cover van The Misfits. Voor het nummer "Totalimmortal" werd een videoclip gemaakt. Later coverde The Offspring dit nummer ook, waardoor het indirect het eerste nummer van AFI werd dat op de radio gespeeld werd.

## Nummers
1. Fall Children - 3:12
2. Halloween (cover van The Misfits) - 1:42
3. The Boy Who Destroyed the World - 3:05
4. Totalimmortal - 2:44